# Insigne

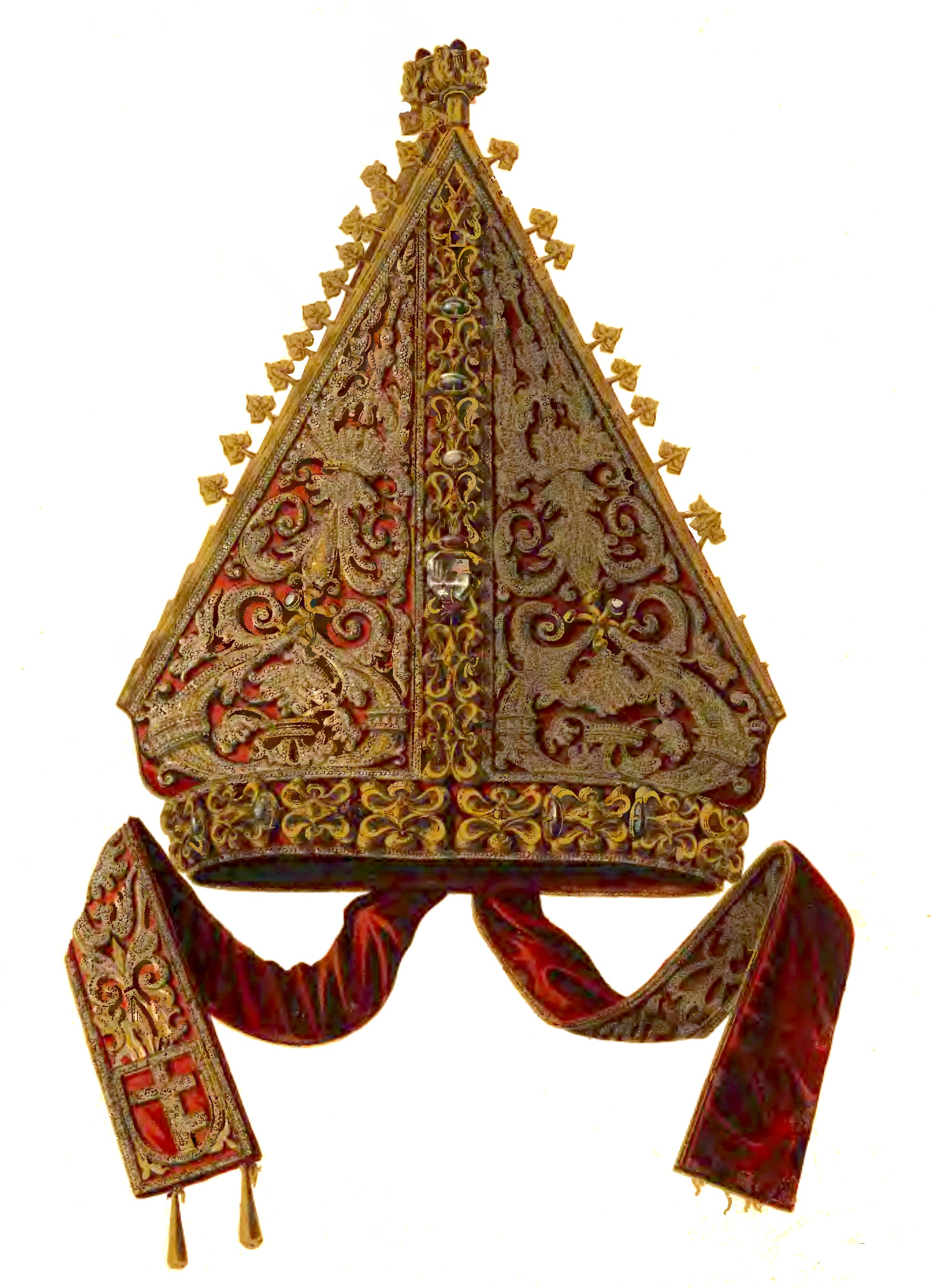
Insignien können Gegenstände sein: die Mitra eines Bischofs, Beispiel für ein religiöses Insigne

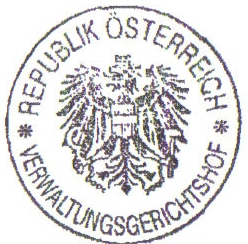
Insignien können Symbole sein: das Siegel der Republik Österreich, Beispiel für ein staatliches Insigne

Ein Insigne (von lateinisch insigne ‚Kennzeichen, (militärisches) Abzeichen, Auszeichnung‘; Substantiv zum Adjektiv insignis ‚durch ein Abzeichen vor anderen kenntlich, erkennbar, unterscheidbar, hervorstechend, auffallend‘) ist ein Zeichen staatlicher, ständischer oder religiöser Würde, Macht und Auszeichnung. Insbesondere in politischen Zusammenhängen wird von Hoheitszeichen oder Herrschaftszeichen gesprochen. Das Insigne soll den Stand, den Rang, den Dienst oder das Amt des Trägers nach außen hin sichtbar machen und gibt damit das Recht zur Ausübung hoheitlicher Aufgaben.
Meistens wird die Pluralform Insignien verwendet, der Singular deutlich seltener. Neben der Singularform (das) Insigne tauchen in Texten häufig auch Varianten wie (die) Insignie oder (das) Insignium auf, die laut Duden aber nicht als standardsprachlich gelten.

## Beispiele nach Art
Insignien können sein:

### Gegenstände
- Kopfbedeckungen, z. B. die Krone der Kaiser und Könige, die Mitra der Bischöfe der römisch-katholischen Kirche, der Schleier von Ordensfrauen und geweihten Jungfrauen, das Birett der Geistlichen, der Lorbeerkranz
- Halsketten, z. B. die Amtsketten von Bürgermeistern und Dekanen von Universitäten, das Pektorale der Bischöfe
- Ringe, z. B. der Fischerring des Papstes
- in der Hand zu haltende Gegenstände, z. B. Zepter, Reichsapfel, Vitis oder Swagger stick, Krummstab, Ferula
- Kleidungsstücke, z. B. das Pallium der Erzbischöfe, der Habit der Ordensleute, Uniformen von Militärangehörigen oder anderen Vertretern der Staatsmacht

### Symbole
- Hoheitszeichen, z. B. Wappen, Siegel, Flaggen
- Attribute von Heiligen, anhand derer sie auf Darstellungen erkannt werden können, siehe ikonografisches Heiligenattribut

## Bekannte Beispiele nach Bedeutung und Verwendung
Bekannte Beispiele für Insignien sind:

### Herrschaftsinsignien
- die Reichskleinodien
- die britischen Kronjuwelen

### Religiöse Insignien
- der Krummstab (ein Stab, der als Zeichen des Hirtendienstes von Bischöfen, Äbten und Äbtissinnen getragen wird)
- die Pontifikalien

### Staatliche Insignien, Hoheitszeichen
- das Bundeswappen Deutschlands
- das Bundesverdienstkreuz in der Sonderstufe des Großkreuzes für Bundespräsidenten zum Amtsantritt